# Darling Violetta
Darling Violetta er et amerikansk dark pop-band dannet i 1997.

## Medlemmer
- Cami Elen - Vokal
- Jymm Thomas - Guitar

Tidligere medlemmer
- Atto Attie - Bas
- Steve McManus - Trommer
- Chris Pott - Bas

## Diskografi

### LP
- Parlour (2003)

### EP
- Bath Water Flowers (1997)
- The Kill You EP (1999)